# Maria José de Lancastre
Maria José de Lancastre de Melo Sampaio (* 17. September 1946 in Lissabon, Portugal) ist eine portugiesische Literaturwissenschaftlerin und Herausgeberin. Sie war mit dem Schriftsteller Antonio Tabucchi verheiratet.

## Leben
Maria José de Lancastre wuchs im Lissabonner Stadtteil São Mamede zur Zeit des salazaristischen Regimes auf. Ihr Heimatland und ihren Geburtsort, an dem sie bis zum Alter von 20 Jahren lebte, beschrieb sie in einem Interview, das in der italienischen Tageszeitung la Repubblica erschien, wie folgt: „Es kommt immer der Augenblick, in dem man sagt: jetzt haue ich ab. Und manche Länder, manche Orte erleichtern die Wahl, weil sie unwirklich, erdrückend, entlegen, verschlossen sind. So war auch mein Portugal, mein Lissabon“.

### Studium und Forschung
Lancastre studierte zunächst Romanistik an der Faculdade de Letras der Universidade Clássica in Lissabon. 1967 zog sie nach Italien und graduierte an der Università di Pisa, an der sie daraufhin eine akademische Karriere einschlug. Sie wurde Ordentliche Professorin und hatte den Lehrstuhl für portugiesische Literatur inne.
Von 1977 bis 1989 war sie Co-Direktorin der von Luciana Stegagno-Picchio gegründeten Zeitschrift Quaderni portoghesi.
Sowohl in der Forschung als auch editorisch hat Lancastre ihren Schwerpunkt auf die portugiesische Literatur des 16. und 20. Jahrhunderts gesetzt. So hat sie eine kritische Edition des Dramas O Auto das Padeiras [zu Dt.: Das Drama der Bäckerinnen] aus vicentinischer Schule herausgegeben und sich andererseits gemeinsam mit ihrem Ehemann und Lebensgefährten Antonio Tabucchi den Literaten der portugiesischen Moderne, allen voran Fernando Pessoa, Mário de Sá-Carneiro und Camilo Pessanha verschrieben. Gemeinsam mit Tabucchi übersetzte Lancastre einen bedeutenden Teil des Werks von Fernando Pessoa und seiner Heteronyme ins Italienische.

### Privates
Lancastre und Tabucchi, welche sich 1965 in Portugal am Strand kennengelernt hatten, heirateten am 10. Januar 1970. Aus der Beziehung gingen zwei Kinder hervor.

## Publikationen
- Quaderni portoghesi. Pisa: Giardini, 1977–1989.[Zeitschrift].[6]
- Una sola moltitudine. Mailand: Adelphi, 1979–1984.[7]
- Fernando Pessoa, uma fotobiografia. Lissabon: Imprensa Nacional-Casa da Moeda, Centro de Estudos Pessoanos, 1981.[8]
- Camilo Pessanha, 1867–1926. Cartas a Alberto Osório de Castro, João Baptista de Castro e Ana de Castro Osório. Lissabon: Imprensa Nacional-Casa da Moeda, 1984. [Aus der Serie Biblioteca de autores portugueses].[9]
- Meu amigo de alma. Palermo: Sellerio, 1984. [Aus der Serie La Civiltà perfezionata].[10]
- Il libro dell'inquietudine di Bernardo Soares [Heteronym von Fernando Pessoa]. Mailand: Feltrinelli, 1987. [Originaltitel: Livro do desassossego por Bernardo Soares].[11]
- The book of disquiet. London / New York City: Serpent's Tail, 1991. [Erste englischsprachige Übersetzung von Fernando Pessoas Roman Livro do desassossego por Bernardo Soares].[12]
- Fernando Pessoa. Faust. Turin: Einaudi, 1991.[13]
- O eu e o outro: para uma análise psicanalítica da obra de Mário de Sá-Carneiro. Lissabon: Quetzal Editores, 1992.[14]
- Poesie di Álvaro de Campos [Heteronym von Fernando Pessoa]. Mailand: Adelphi, 1993.[15]
- E vós, tágides minhas: miscellanea in onore di Luciana Stegagno Picchio. Viareggio (Lucca): M. Baroni, 1999. [Aus der Serie Lume a petrolio].[16]
- Con un sogno nel bagaglio: un viaggio di Pirandello in Portogallo. Palermo: Sellerio, 2006. [Aus der Serie La nuova diagonale, 60].[17]